# 謝幕：樹立而死
《謝幕：樹立而死》，為韓國KBS2於2022年10月31日起播出的月火連續劇，由《師任堂，光的日記》、《月升之江》、《魔咒的戀人》的尹尚浩導演與《青年警察》的趙成傑編劇合作拍攝，講述了一個男人爲了實現來自朝鮮的奶奶的最後願望，而扮演她歸順的孫子。
Prime Video全球（除台灣）独家播出、台灣由愛奇藝國際站自11月1日起每週二三10點更新。

## 創意企劃
有像樹一樣正直，給予自己一切的存在嗎？樹木從出生到死亡都會犧牲自己的一切。
在一個快速和複雜的社會中，人們各奔東西,只顧自己的利益。爲了更多的錢、更舒適的生活，排斥或傷害他人。
犧牲自己的事情不再那麼容易發生，成爲像樹一樣守護一個地方的存在並不容易。 
這裡有一個經歷了韓國動盪期的女人，在這動盪的瞬間，她也從未失去對他人的心、工作和愛。她的生命即將結束，一輩子只留下自己開創的唯一《樂園》。 
她創造的《樂園》中有過生活的人，那些註定要被奪走樂園的人們，爲了守護《樂園》和她的使命而孤軍奮戰。在此過程中，有些人表現出為他人犧牲的意願。
對於某人來說，成為某人的避風港是什麼意義？成爲你的一棵樹的理由，還有一部真正展現《樂園》的大戲即將拉開帷幕！

## 演員陣容

### 主要人物
| 演員                    | 角色   | 介紹 |
| 姜河那                  | 劉在憲 | 我不是为了尝试不同的人生才演戏的。是为了让某人幸福才演戏的。即使是只为一人的戏剧。孤儿出身的无名演员。与一无所有的人生不同，他是一个充满自爱和自尊心且积极乐观的人。出生便是孤儿，即使一无所有也不会感到不舒服。只要可以工作吃饭，有地方躺着休息，钱就不重要！因为是这样的性格，所以下定决心“就做自己梦想着的事情吧”，决定成为曾在孤儿院电视里见过的演员。虽然过了10年，但至今为止，屏幕上几乎没有出现过他的脸。不断参加面试，过着作为地方剧团的话剧演员进行小规模演出的集市演员人生，这就是劉在憲。但是他总是很乐观。"机会"不是我想要就能得到的，总有一天会来的。只要在机会来临之际紧紧抓住就好，所以他不停地努力着。他一直信奉着，得到多少就付出多少才是真正的专业。这时，一位老绅士找到了他。而且向他提出了至关重要的建议。去扮演一位奶奶的孙子。对方提出的薪资是他一辈子都没听过的数额。而且,他也有过不得不接受这份工作的理由。但事情逐渐向一个没有人想到的方向发展着。"假"的自己渐渐变成了"真"。他真的能完成自己的角色，看到这部话剧的结尾吗？ |
| 姜河那                  | 李政文 | 1950年代朝鮮戰爭時期，慈金順的丈夫。為了躲避戰火，帶著妻小前往興南碼頭撤退，過程中為了幫助他人，不慎與妻子分離，從此相隔南北兩端。 |
| 河智苑                  | 朴世妍 | 卖掉乐园？那就是置我于死地。我不会傻到坐以待毙。慈金順的孫女，"乐园酒店"的小女儿兼总经理(GM)。目前引领酒店运行的实际经营者。上高中的时候，父母因飞机坠毁而去世了。她的大哥在美国攻读MBA课程，正在海外接受专业经营人的课程。二哥是个对继承毫无兴趣的混混，只想着自己的快乐。因此当时她几乎认为，能继承奶奶的酒店的人只有自己。升入国内大学后直接跨入了酒店的一线。从客房组的前台到支援组的企划室，她经历了酒店的A~Z，是登上GM的实务阵容的leader。她与其他财阀不同，有着"奇妙的平凡"。普通上班族的日常生活和财阀家族的一面，混合在一起,营造出了只属于她的独特氛围。在繁忙的日常生活中，可以吃着汉堡包工作，周末则可以飞往纽约做自己想做的事。无论出身如何，只要是在自己的位置上竭尽全力并创造出结果的人物，她都真心敬佩。所有的员工都很喜欢这位领导。但是随着奶奶的健康状况大幅恶化，在酒店的继承问题上，出现了能够改变走向的意外人物。她的大哥朴世俊，不但持有股份，还对经营很有信心。在奶奶去世之前，大哥正在制定出售酒店的计划。她必须守住酒店。那就得守住股份，可是丝毫没有办法。在此过程中，解除婚约的前订婚男出现，并提议如果和自己结婚，就可以给她转让股权。处于这种复杂情况时，突然出现一个男人。怎么说呢？从北边来的同父异母的弟弟...... |
| 高斗心 （青年：河智苑） | 慈金順 | 紧紧抓住我小指的那个孩子的手，那种感觉⋯⋯我到现在还忘不了。死之前哪怕一次⋯⋯。如果能再见到那个孩子就好了。韩国首屈一指的连锁酒店"乐园"的创始人兼总裁。1930年出生于咸镜道，从20多岁开始，亲身感受了动荡的韩国史，和原本的家人失散了。为了给失去故乡，流离失所的人和饱受战争之苦的的人提供安身之处，她开了一间旅馆，名为乐园。15年后，遇到了一个明知她的情况却依然爱着她的企业家，在大韩民国重新组建家庭，开始了新的生活。对饮食的卓越理解和关怀旅客的服务精神，经历各种风波，历经动荡时代的她，通过充满魅力的经营策略，使得乐园酒店成为了大韩民国最好的酒店。但是金顺总是想念这留在朝鲜的家人，2000年，见到了留在了北韩的孙子。一只小手紧紧抓住她的手，在不停发抖，就像不想分离一样。但不幸的是，这是最后一次见面了。虽然离散家属重逢的活动，每年都举行，但自那天以后，再也无法得知身在北韩的儿子和孙子的消息了。沉浸在思念和悔恨之中也只是暂时的，她的人生不在北韩。 |
| 權相佑                  | 裴東濟 | 我有你最需要的东西。所以你就算为了得到你想要的⋯⋯也必须爱我。大型财阀集团"三友"的接班人。英俊的外貌加上从琐碎的小细节都能感受到贵族风范的财阀。在表达自己的想法时毫无顾忌、完全不顾他人心情的。但是他的话语中有自己坚定的逻辑和确信，所以宁肯被人说没有礼貌，也绝对不会被人说「不像话」。因为已经拿到了想要的东西，所以对万物几乎没有什么欲望。因为如果他“想”拥有什么，只要做出选择即可。直到和未婚妻世妍解除婚约之前。只是像往常一样“选择”了今后要成为自己妻子的女人。只是这一次，事情不能如他所愿。他悄悄买下乐园的股票，如果围绕酒店的经营权发生了战争，世妍会需要自己来赢得这场战争。这就是裴東濟爱一个人的方式。 |
| 成東鎰 （青年：達淵）   | 鄭尚哲 | 你要不要去演一场戏？能改变人生的那种戏，而且是在大而美丽的舞台上去诠释角色。樂園酒店的前經理，輔佐慈金順的左膀右臂。他是在乐园酒店工作时间最长的职员，还担任过总经理。即使辞去经理职务，也像金顺的随行秘书一样，至今还在旁边辅佐她。对于金顺而言，他是像家人一样亲近的亲信。总是不失气质的端庄的外貌，挺拔的姿态和温柔的语气，那毫不动摇的微笑让人联想到典型的英国绅士，但没有人能想象出过去的他是什么模样。孤儿出身，处于传说中的"乐园酒店动刀事件"的中心。为了救出当时卷入现场的金顺，他受了重伤，几经周折才活下来的他得到了金顺的救赎。随着所有事件告一段落，金顺聘用他到酒店工作，他决定今后为慈金顺而活。也许他是比家人更了解慈金顺的人了。金顺的最后一个愿望就是见一见流落在朝鲜的孙子。他四处打听，奇迹般地找到了那个孩子！但不幸的是，那个孩子并不是能满足她最后愿望的那个人，反而是一个恶贯满盈的流氓。反正剩下的时间只有3个多月。只要能骗她三个月…如果能带来一个“假”但完美的孙子，让她最后这段人生充满幸福呢？ |
| 鄭知蘇                  | 徐允熙 | 演什么话剧并不重要。重要的是和谁合作。作为无名话剧演员，正在享受人生“YOLO”（you only live once）。妈妈是律师，爸爸是牙科医生，超专业的精英们所生的"天才"独生女。只是现在在谁都不知道的无名小剧团，以惊人的剧本记忆力和特有的爆发力，被评价为，可以全天候完成各项工作的人才。小时候，被父母称赞「学习好」的自己是唯一的幸福来源。所有的一切对她来说都很容易。跳级进入初中和高中后，提前考进美国大学的她，在2年后通过考试进入了法学院。通过法学院获得律师资格证时，她只有25岁。但是法学院毕业之际，随着父母离婚，她渐渐明白了些什么。自己的人生到底是为了谁呢？成为了父母引以为傲的女儿，她为了得到所有朋友都拥有，自己却没有得到的“同龄人的回忆”，果断地做出了决定。选择话剧的理由很简单。哪怕只有一次，也想以完全不一样的视角，度过多样的人生，而不是父母的女儿，那个"神童徐允熙"。就这样与剧团团员们打成一片，她像同龄朋友一样，暗恋着剧团里的某个人，第一次享受着完全属于自己的生活。她的单恋对象在宪突然提出了一个方案，那就是成为他的妻子。不知道从哪里开始，她一个人坐立不安，但后来才知道是要出演话剧。其实，那齣戏对她来说并不重要。重要的是和谁在一起，就这样和在宪一起进了金顺的家。但是真正进入这间房子后，却发现这里面隐藏着意想不到的危险。回到上流社会后，她反而面临暴露自己身份的威胁。欺骗奶奶，不被发现，这样能抓住在宪哥哥的心吗？能做到！去吧！徐允熙！！ |
| 魯常泫                  | 李炆晟 | 與之相關的一切都籠罩在疑問之中的人物。他是北韩出身的走私者，隶属于朝鲜族贩毒组织。后与组织作战，造成多人伤亡事件后，销声匿迹。 |

### 其他人物
| 演員                    | 角色   | 介紹 |
| 池承炫                  | 朴世俊 | 乐园酒店家族的大儿子兼大股东，现实而冷静的专家。在外国结束MBA课程后，曾在美国对冲基金公司担任过M&A专家。随着奶奶的健康恶化，想实现自己长久以来的想法，出售"乐园"。传统意义上的酒店在他看来是夕阳产业。随着时间的推移，利润会减少，企业价值会降低。尽快出售是最利益最大化的选择。如果出售酒店，将获得巨大的收益，兄弟姐们们可以利用这些资金，度过自己想要的人生。会得到一辈子都花不完的钱，这有什么问题？他并不是“坏”。只是“现实”而已。其实他的内心有失落的伤痛，冷静而冰冷的样子或许就是想要其隐藏在面具底下的真实吧。 |
| 崔代勳                  | 朴世奎 | 樂園酒店的二兒子。用名牌和超級跑車武裝自己，人稱「放蕩的王世子」，從不看別人的臉色。利用自己拥有的一切享受虚张声势和虚荣。不看别人的脸色，只要不犯罪就什么都无所谓。 |
| 黃雨瑟惠                | 玄智媛 | 前播音员出身的朴世俊的夫人。成爲財閥兒媳後依然保持著美麗，卻也一直壓抑自由活潑的天性。怀着长期压抑的郁闷和希望摆脱这种生活的心情，为丈夫的出售酒店的计划加油助威。 |
| 裴海善 （青年：朴智元） | 尹貞淑 | 樂園酒店的資深管家。像忍者一样阔步前进，神不知鬼不觉地处理家务的"家务杀手"。与金顺家有很深的纽带关系。 |
| 金賢淑                  | 洪罗京 | 樂園酒店的经理。对于总是像少了一颗螺丝一样的世妍来说，她是像姐姐一样的存在。虽然是企划组的成员，但是为了直接联系业务，当起了世妍的随行秘书，两人一起工作。像刀一样处理业务的行走的Excel。 |
| 孫鐘鶴                  | 金承道 | 樂園酒店的專務理事。除了金顺會長，是公司内最高職位。是從門童到專務的傳奇人物。 |
| 韓在英                  | 張泰柱 | 经营私人调查所的前任刑警。受尚哲的委托，長期追查樂園家族的“真正的孫子”的行蹤。 |

### 特別出演
| 演員   | 角色   | 介紹 |
| 安內相 | 安禹鉉 | 慈金順的主治醫生。 |
| 李伊庚 | 朴魯光 | 劉在憲的至親好友，在進口車賣場工作，十分開朗積極。                                                                     |
| 鄭釉珍 | 宋孝珍 | 世妍的亲闺蜜。她是大型建筑公司的小女儿，现在是一名空姐。其家族建设公司负责着乐园酒店的建设，因此与世妍有了长期的交情。 |
| 金永敏 | 李英勳 | 李炆晟的父親，小時候與母親慈金順因戰爭而離別。                                                                         |
| 張慧珍 | 吳佳英 | 徐允熙的母親，負責樂園酒店併購案的律師。                                                                               |
| 禹賢   | 張皓均 | 在男女演員公開甄選中試鏡在憲的導演。                                                                                   |
| 鄭義諸 | 武珍   | 慈金順的第二任丈夫，世妍三兄妹的爺爺。                                                                                 |
| 白珍熙 | 張珍淑 | 李炆晟的妻子。 |
| 崔政宇 | 哲鎮   | 與慈金順、李正文一起逃難的同鄉，後來成為大韓民國的法官。                                                               |

## 原聲帶
- Part.1（發行日期：2022年10月31日）

| 曲序 | 曲目                                      | 演唱   | 时长 |
| ---- | ----------------------------------------- | ------ | ---- |
| 1.   | 等不到的人啊（오지 않는 사람아）          | 白智榮 | 4:06 |
| 2.   | 等不到的人啊（오지 않는 사람아）（Inst.） |        | 4:06 |

- Part.2（發行日期：2022年11月1日）

| 曲序 | 曲目                        | 演唱   | 时长 |
| ---- | --------------------------- | ------ | ---- |
| 1.   | 蒲公英（민들레야）          | 曹秀美 | 3:14 |
| 2.   | 蒲公英（민들레야）（Inst.） |        | 3:14 |

- Part.3（發行日期：2022年11月7日）

| 曲序 | 曲目                                   | 演唱   | 时长 |
| ---- | -------------------------------------- | ------ | ---- |
| 1.   | 是啊，這是愛（그래 사랑이야）          | 宋有彬 | 3:56 |
| 2.   | 是啊，這是愛（그래 사랑이야）（Inst.） |        | 3:56 |

- Part.4（發行日期：2022年11月8日）

| 曲序 | 曲目                           | 演唱   | 时长 |
| ---- | ------------------------------ | ------ | ---- |
| 1.   | 你是大海（너는 바다）          | 金娜英 | 4:06 |
| 2.   | 你是大海（너는 바다）（Inst.） |        | 4:06 |

- Part.5（發行日期：2022年11月14日）

| 曲序 | 曲目                          | 演唱   | 时长 |
| ---- | ----------------------------- | ------ | ---- |
| 1.   | 長久以來（오랫동안）          | 成始璄 | 3:45 |
| 2.   | 長久以來（오랫동안）（Inst.） |        | 3:45 |

- Part.6（發行日期：2022年11月22日）

| 曲序 | 曲目                                           | 演唱              | 时长 |
| ---- | ---------------------------------------------- | ----------------- | ---- |
| 1.   | 不能相愛的人（사랑하면 안 되는 사람）          | Onestar（林韓星） | 3:27 |
| 2.   | 不能相愛的人（사랑하면 안 되는 사람）（Inst.） |                   | 3:27 |

- Part.7（發行日期：2022年12月5日）

| 曲序 | 曲目                        | 演唱   | 时长 |
| ---- | --------------------------- | ------ | ---- |
| 1.   | Stand By Your Side          | 李秀賢 | 4:26 |
| 2.   | Stand By Your Side（Inst.） |        | 4:26 |

- Part.8（發行日期：2022年12月6日）

| 曲序 | 曲目                             | 演唱     | 时长 |
| ---- | -------------------------------- | -------- | ---- |
| 1.   | 所謂愛情（사랑이란 게）          | Nautilus | 3:39 |
| 2.   | 所謂愛情（사랑이란 게）（Inst.） |          | 3:39 |

- Part.9（發行日期：2022年12月12日）

| 曲序 | 曲目                               | 演唱   | 时长 |
| ---- | ---------------------------------- | ------ | ---- |
| 1.   | 愛情綻放（사랑이 피어나）          | 韓承倫 | 3:44 |
| 2.   | 愛情綻放（사랑이 피어나）（Inst.） |        | 3:44 |

- Part.10（發行日期：2022年12月19日）

| 曲序 | 曲目                  | 演唱                | 时长 |
| ---- | --------------------- | ------------------- | ---- |
| 1.   | 我們（우린）          | 鄭知蘇 feat. Hareem | 3:39 |
| 2.   | 我們（우린）（Inst.） |                     | 3:39 |

## 收視率
| 季數 | 季數 | 每季集數 | 每季集數 | 每季集數 | 每季集數 | 每季集數 | 每季集數 | 每季集數 | 每季集數 | 每季集數 | 每季集數 | 每季集數 | 每季集數 | 每季集數 | 每季集數 | 每季集數 | 每季集數 |
| 季數 | 季數 | 1        | 2        | 3        | 4        | 5        | 6        | 7        | 8        | 9        | 10       | 11       | 12       | 13       | 14       | 15       | 16       |
| ---- | ---- | -------- | -------- | -------- | -------- | -------- | -------- | -------- | -------- | -------- | -------- | -------- | -------- | -------- | -------- | -------- | -------- |
|      | 1    | 1272     | 558      | 954      | 1009     | 856      | 966      | 739      | 752      | 733      | 898      | 980      | 1093     | 待定     | 829      | 869      | 969      |

| 集數       | 播出日期   | 尼爾森收視率     | 尼爾森收視率   | TNMS收視率       |
| 集數       | 播出日期   | 大韓民國（全國） | 首爾（首都圈） | 大韓民國（全國） |
| ---------- | ---------- | ---------------- | -------------- | ---------------- |
| 1          | 2022/10/31 | 7.2%             | 7.2%           | 5.9%             |
| 2          | 2022/11/01 | 3.1%             | 3.1%           | 2.7%             |
| 3          | 2022/11/07 | 5.6%             | 5.4%           | 4.7%             |
| 4          | 2022/11/08 | 6.0%             | 5.5%           | 5.8%             |
| 5          | 2022/11/14 | 4.7%             | 4.2%           | 4.3%             |
| 6          | 2022/11/15 | 5.6%             | 5.3%           | 5.2%             |
| 7          | 2022/11/22 | 4.3%             | 3.9%           | 4.2%             |
| 8          | 2022/11/29 | 4.3%             | 4.0%           |                  |
| 9          | 2022/12/05 | 4.2%             | 4.0%           | 4.3%             |
| 10         | 2022/12/06 | 5.4%             | 5.2%           | 4.3%             |
| 11         | 2022/12/12 | 5.5%             | 5.4%           | 3.9%             |
| 12         | 2022/12/13 | 6.1%             | 5.9%           | 4.6%             |
| 13         | 2022/12/19 | 4.6%             | 5.0%           |                  |
| 14         | 2022/12/20 | 5.2%             | 5.1%           |                  |
| 15         | 2022/12/26 | 5.3%             | 5.1%           |                  |
| 16         | 2022/12/27 | 5.7%             | 5.0%           |                  |
| 平均收視率 | 平均收視率 | 5.2%             | 5.0%           | －               |

- 收視最低的集數以藍色表示，收視最高的集數以紅色表示，而空格則表示該集的收視沒有相關數據。

## 記事
- 劇集早期定名為《樹立而死》。2021年9月，韓網報導尹汝貞、姜河那和孫藝真有望合作的消息[6]，三人過往演出的畫面也出現在KBS電視台2022年新劇宣傳影像中。2022年2月，姜河那確定出演男主角[7]。同年4月，媒體報導孫女的角色由河智苑出任，劇集名稱也由《樹立而死》改為《謝幕》[8]。同年6月，權相佑確定出演，更加鞏固本劇的演出「黃金陣容」。[9] 2022年6月29日，媒體報導金順一角將由高斗心出演，並宣布已完成本劇選角並且開始進行拍攝。[10]
- 依據韓網消息，徐玄及羅人友為應援尹尚浩導演，曾特別演出本劇，但最終播出版本並未出現兩人。[11]

## 外部連結
- 韓國KBS官方網站
- 台灣八大電視官方網站（繁體中文）
- Daum上《謝幕：樹立而死》的資料

| KBS2 月火劇                                 | KBS2 月火劇                                       | KBS2 月火劇 |
| ------------------------------------------- | ------------------------------------------------- | ----------- |
|                                             | 謝幕：樹立而死 （2022年10月31日－2022年12月27日） |             |
| 依法相愛吧 （2022年9月5日－2022年10月25日） | 頭腦共助 （2023年1月2日－2023年2月28日）          |             |

| 臺灣 八大戲劇台 星期一至五 20:00 - 21:00       | 臺灣 八大戲劇台 星期一至五 20:00 - 21:00        | 臺灣 八大戲劇台 星期一至五 20:00 - 21:00 |
| ---------------------------------------------- | ----------------------------------------------- | ---------------------------------------- |
|                                                | 謝幕 （2023年4月26日－2023年5月26日）           |                                          |
| 料理絕配Pasta （2023年3月15日－2023年4月25日） | 海拉的直播頻道 （2023年5月29日－2023年6月27日） |                                          |

| 新加坡、 马来西亚、 印度尼西亞 ONE HD 週末 21:45 - 23:00 · 1月13及14日 20:30 - 21:45（UTC+8） | 新加坡、 马来西亚、 印度尼西亞 ONE HD 週末 21:45 - 23:00 · 1月13及14日 20:30 - 21:45（UTC+8） | 新加坡、 马来西亚、 印度尼西亞 ONE HD 週末 21:45 - 23:00 · 1月13及14日 20:30 - 21:45（UTC+8） |
| --------------------------------------------------------------------------------------------- | --------------------------------------------------------------------------------------------- | --------------------------------------------------------------------------------------------- |
|                                                                                               | 谢幕 （2023年11月25日－2024年1月14日）                                                        |                                                                                               |
| 恋人2 （2023年10月14日－2023年11月19日）                                                      | 夜晚开的花 (2024年1月13日－2024年2月18日)                                                     |                                                                                               |